# ماغولا (أتيكي)
ماغولا (Μαγούλα) هي مدينة في إقليم أتيكا في اليونان.